# Saccogaster melanomycter
Saccogaster melanomycter är en fiskart som beskrevs av Cohen, 1981. Saccogaster melanomycter ingår i släktet Saccogaster och familjen Bythitidae. IUCN kategoriserar arten globalt som sårbar. Inga underarter finns listade i Catalogue of Life.